# Pallacanestro Varese 2017-2018
Questa voce raccoglie le informazioni riguardanti la Pallacanestro Varese nelle competizioni ufficiali della stagione 2017-2018.

## Stagione
La stagione 2017-2018 della Pallacanestro Varese sponsorizzata Openjobmetis, è la 69ª nel massimo campionato italiano di pallacanestro, la Serie A.

## Organigramma societario
- Allenatore: Attilio Caja
- Assistente: Matteo Jemoli
- Assistente: Massimo Bulleri
- Assistente: Raimondo Diamante
- Preparatore Atletico: Marco Armenise
- Medico Sociale: Mario Carletti
- Fisioterapista: Davide Zonca
- Fisioterapista: Matteo Bianchi

- Presidente: Marco Vittorelli
- Vicepresidente: Monica Salvestrin
- Consigliere di Amministrazione: Antonio Bulgheroni
- Consigliere di Amministrazione: Riccardo Polinelli
- Consigliere di Amministrazione: Gianfranco Ponti
- Direttore Generale: Claudio Coldebella
- Area Sportiva e Organizzativa: Mario Oioli
- Team Manager: Massimo Ferraiuolo
- Amministrazione: Luana Latini
- Ufficio Marketing: Luca Piontini
- Brand Manager & Events: Sara Patitucci
- Ufficio Stampa: Davide Minazzi
- Ufficio Stampa: Marco Gandini
- Resp. Logistica e Biglietteria: Raffaella Demattè
- Biglietteria: Luca Maffioli
- Dirigente Addetto agli Arbitri: Alessandro Galleani
- Resp. Statistiche: Marco Canavesi
- Resp. Instant Replay: Andrea Avigni
- Resp. Sett. Giovanile e Minibasket: Fabio Colombo
- Resp. Tecnico Settore Giovanile: Edoardo Rusconi
- Resp. Tecnico Minibasket: Gianfranco Pinelli

## Roster
Aggiornato al 11 Marzo 2018.
| Openjobmetis Varese 2017-18 | Openjobmetis Varese 2017-18 |
| Giocatori                   | Staff tecnico               |
| --------------------------- | --------------------------- |

| N. | Naz.                                             | Ruolo | Nome                  | Anno | Alt.   | Peso   |  |
| -- | ------------------------------------------------ | ----- | --------------------- | ---- | ------ | ------ |  |
| 4  | Serbia (bandiera)                                | G     | Aleksa Avramović      | 1994 | 192 cm | 86 kg  |  |
| 5  | Antigua e Barbuda (bandiera) · Libano (bandiera) | C     | Norvel Pelle          | 1993 | 211 cm | 98 kg  |  |
| 7  | Italia (bandiera)                                |       | Marco Bergamaschi     | 1998 |        |        |  |
| 8  | Italia (bandiera)                                | AG    | Nicola Natali         | 1988 | 200 cm | 95 kg  |  |
| 9  | Estonia (bandiera)                               | AG    | Siim-Sander Vene      | 1990 | 203 cm | 97 kg  |  |
| 11 | Stati Uniti (bandiera) · Nigeria (bandiera)      | AP    | Stan Okoye            | 1991 | 198 cm | 98 kg  |  |
| 12 | Italia (bandiera)                                | PG    | Omar Seck             | 2001 | 188 cm | 83 kg  |  |
| 15 | Italia (bandiera)                                | P     | Matteo Tambone        | 1994 | 192 cm | 90 kg  |  |
| 16 | Stati Uniti (bandiera)                           | C     | Tyler Cain            | 1988 | 204 cm | 107 kg |  |
| 17 | Croazia (bandiera)                               | C     | Mario Delaš           | 1990 | 207 cm | 100 kg |  |
| 21 | Italia (bandiera)                                | AP    | Giancarlo Ferrero (C) | 1988 | 198 cm | 97 kg  |  |
| 22 | Stati Uniti (bandiera)                           | P     | Cameron Wells         | 1988 | 186 cm | 94 kg  |  |
| 24 | Stati Uniti (bandiera)                           | G     | Tay Waller            | 1988 | 188 cm | 88 kg  |  |
| 33 | Lituania (bandiera)                              | GA    | Tomas Dimša           | 1994 | 196 cm | 82 kg  |  |
| 55 | Stati Uniti (bandiera)                           | PG    | Tyler Larson          | 1991 | 190 cm | 86 kg  |  |
| 96 | Stati Uniti (bandiera) · Ungheria (bandiera)     | AG    | Damian Hollis         | 1988 | 203 cm | 98 kg  |  |
| -  | Albania (bandiera) · Italia (bandiera)           | A     | Nikola Ivanaj         | 2000 | 197 cm | 90 kg  |  |
| -  | Italia (bandiera)                                | P     | Matteo Parravicini    | 2001 | 185 cm |        |  |

| Allenatore |
| - Attilio Caja |
| Assistente/i |
| - Massimo Bulleri - Raimondo Diamante - Matteo Jemoli Legenda - (C) Capitano - (IN) Inattivo - Infortunato Roster |

## Mercato

### Sessione estiva
| Acquisti | Acquisti        | Acquisti            | Acquisti   | Acquisti |
| R.       | Nome            | da                  | Modalità   |          |
| -------- | --------------- | ------------------- | ---------- | -------- |
| ALL      | Massimo Bulleri | Free agent          | definitivo |          |
| ALL      | Matteo Jemoli   | Trapani Shark       | definitivo |          |
| AP       | Stan Okoye      | Amici Pall. Udinese | definitivo |          |
| AG       | Nicola Natali   | Junior Casale       | definitivo |          |
| C        | Tyler Cain      | Châlons-Reims       | definitivo |          |
| P        | Cameron Wells   | Gießen 46ers        | definitivo |          |
| G        | Tay Waller      | Mornar Bar          | definitivo |          |
| P        | Matteo Tambone  | Basket Ravenna      | definitivo |          |
| AG       | Damian Hollis   | Benfica             | definitivo |          |

| Cessioni | Cessioni          | Cessioni          | Cessioni       | Cessioni |
| R.       | Nome              | a                 | Modalità       |          |
| -------- | ----------------- | ----------------- | -------------- | -------- |
| P        | Massimo Bulleri   |                   | ritirato       |          |
| ALL      | Stefano Vanoncini | Pod. Montegranaro | fine contratto |          |
| ALL      | Paolo Conti       | Free agent        | fine contratto |          |
| AP       | Christian Eyenga  | Málaga            | fine contratto |          |
| C        | O.D. Anosike      | Real Betis        | fine contratto |          |
| G        | Dominique Johnson | Reyer Venezia     | fine contratto |          |
| AG       | Matteo Canavesi   | N.B. Brindisi     | fine contratto |          |
| AG       | Kristjan Kangur   | Kalev/Cramo       | fine contratto |          |
| AC       | Luca Campani      | Free agent        | fine contratto |          |
| P        | Eric Maynor       | Free agent        | fine contratto |          |

### Dopo l'inizio della stagione
| Acquisti | Acquisti         | Acquisti       | Acquisti         | Acquisti   |
| R.       | Nome             | da             | data             | Modalità   |
| -------- | ---------------- | -------------- | ---------------- | ---------- |
| A        | Siim-Sander Vene | Pall. Reggiana | 4 gennaio 2018   | definitivo |
| PG       | Tyler Larson     | Liegi          | 24 gennaio 2018  | definitivo |
| C        | Mario Delaš      | Orlandina      | 14 febbraio 2018 | definitivo |
| GA       | Tomas Dimša      | Prienai        | 12 aprile 2018   | definitivo |

| Cessioni | Cessioni      | Cessioni        | Cessioni         | Cessioni    |
| R.       | Nome          | a               | data             | Modalità    |
| -------- | ------------- | --------------- | ---------------- | ----------- |
| AG       | Damian Hollis | Bergamo B. 2014 | 26 gennaio 2018  | rescissione |
| G        | Tay Waller    | Free agent      | 2 febbraio 2018  | rescissione |
| C        | Norvel Pelle  | Auxilium Torino | 12 febbraio 2018 | rescissione |